# Xe buýt Thành phố Hồ Chí Minh
Xe buýt nội đô Thành phố Hồ Chí Minh là hệ thống giao thông công cộng tại Thành phố Hồ Chí Minh, do Trung tâm Quản lý Giao thông công cộng trực thuộc Sở Giao thông Vận tải Thành phố quản lý. Mạng lưới xe buýt hiện tại của thành phố được tái cơ cấu lại từ năm 2002 với 8 tuyến xe buýt thể nghiệm, và dần dần lan khắp các quận huyện và các tỉnh lân cận tạo thành một mạng lưới rộng khắp. Sau hơn 20 năm hình thành và phát triển, tính đến năm 2023, thành phố đang duy trì khoảng 127 tuyến xe buýt, trong đó 90 tuyến có trợ giá cùng 2043 xe đang sử dụng.
Để khuyến khích người dân đi xe buýt và giảm phương tiện cá nhân trên đường, hầu hết các tuyến xe buýt đều được ưu đãi về giá (trợ giá), đồng thời, thành phố có chính sách miễn vé cho người già, người khuyết tật và học sinh, sinh viên. Tuy vậy, số lượng người đi xe buýt vẫn còn khá ít so với kỳ vọng; đặc biệt từ năm 2013 đến nay, số lượng hành khách đi xe có xu hướng giảm dần. Năm 2015, sản lượng hành khách đi xe buýt chỉ đạt 334,5 triệu lượt, thấp hơn so với năm 2013 là 411,2 triệu.

## Lịch sử

### Thời Pháp thuộc
Chính quyền thuộc địa thiết lập hệ thống xe điện mặt đất (tramway) từ năm 1891. Đến năm 1928, Sài Gòn có tổng cộng 3 tuyến để đi lại. Tuy nhiên, hệ thống này chỉ được vận hành đến năm 1949 do các công ty tư nhân không thấy hiệu quả, và được thay thế bằng hệ thống xe buýt. Từ cuối thập niên 1900 đến 1950, người Sài Gòn di chuyển đi lại trong Sài Gòn, Chợ Lớn và các ngoại ô như Thị Nghè, Gò Vấp chủ yếu là dùng đường xe lửa hơi nước và xe điện tramway trong các tuyến Saigon-Chợ Lớn, Saigon-Gò Vấp-Hóc Môn-Lái Thiêu. 

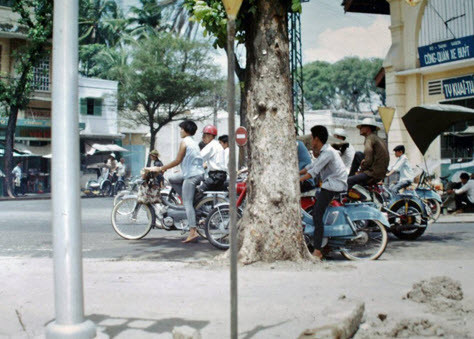
Trụ sở Công quản xe buýt Đô thành tại góc đường Lê Lợi và Pasteur

### Thời Việt Nam Cộng hòa (1955-1975)

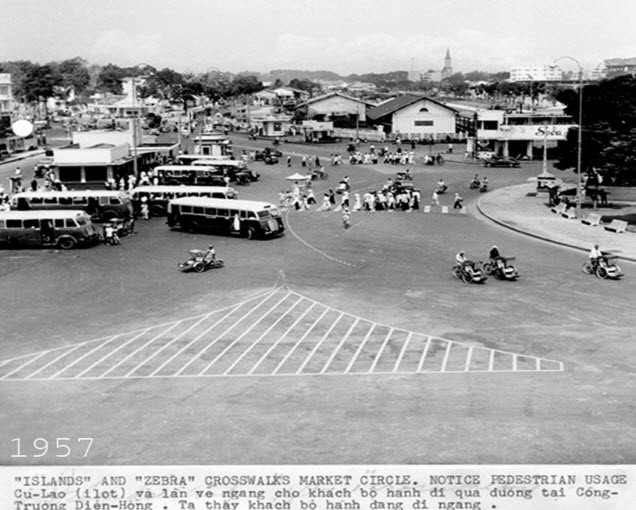
Bến xe buýt công trường Diên Hồng năm 1957.

Năm 1955, do sự tranh chấp giữa chính quyền Việt Nam Cộng hòa và Công ty Xe điện Pháp Đông Dương (Compagnie française des tramways de l'Indochine, CFTI), đường xe điện ngưng hoạt động hoàn toàn và được thay thế bằng một hệ thống xe buýt. Sau đó chính quyền tiếp quản hệ thống xe buýt và thành lập Công quản xe buýt Đô thành trực thuộc Bộ Công chánh và Giao thông. Hệ thống xe buýt thay thế xe lửa điện vận hành trong địa phận Sài Gòn, Chợ Lớn, Gia Định. Từ bến xe buýt chính ở công trường Diên Hồng, các tuyến xe buýt vận hành thay thế các tuyến xe lửa xưa với nhiều trạm dừng xe hơn. Khách trả tiền vé trên xe. Vào thời hoàng kim 1960 - 1961 công quản khai thác thêm các tuyến đường mới, tăng cường số xe buýt từ 119 với 12 tuyến lên 224 chiếc. Năm đó, lượng khách đi xe buýt đạt 68,4 triệu lượt người. Tuy nhiên, năm 1962, Công quản đặt mua 105 xe buýt chạy xăng. Chi phí vận hành cao cùng với việc thiết kế các luồng tuyến không hợp lý. Dần dần công quản bắt đầu thua lỗ.

Để tìm hướng đi cho phương tiện công cộng, chính quyền Sài Gòn khuyến khích sự phát triển của xe lam. Ngày 29 tháng 3 năm 1966, Bộ Kinh tế VNCH ban hành quy định cho phép tư nhân mua xe lam nhưng chỉ giới hạn thành phần được mua và số tiền thế chấp. Đến tháng 7 năm 1968, do số cung và số cầu về xe Lam đã quân bình cũng như thấy xe Lam đã trở thành phương tiện chuyên chở hành khách thông dụng, Tổng trưởng Kinh tế Âu Ngọc Hồ đã ký quyết định bãi bỏ quy định cũ. Từ đó số lượng xe tăng gia tăng nhanh chóng. Đến cuối năm 1968, toàn miền Nam có 17.615 xe Lam, trong đó đô thành Sài Gòn - Gia Định có 3.200 xe Lam, 7.400 taxi, 2.440 xích lô máy. Đội hình xe "hùng hậu" như vậy đã đáp ứng 25% nhu cầu đi lại ở khu trung tâm và 15% ở vùng ngoại ô.
Chi phí cao vận hành không hiệu quả, cộng với sự cạnh tranh khốc liệt của các xe lam ba bánh tư nhân, công quản xe buýt được nhường lại cho tư nhân khai thác qua sắc lệnh của Thủ tướng Trần Văn Hương tháng 12 năm 1968. Đến năm 1971, xe Lam là phương tiện vận chuyển quan trọng nhất Sài Gòn cũng như các tỉnh miền Nam vì hệ thống xe buýt đã ngưng hoạt động và chưa phục hồi.

### Từ 1975 đến 2000
Sau ngày đất nước thống nhất, thực hiện chủ trương cải tạo Công thương nghiệp Tư bản tư nhân, các xe buýt và xe lam được cải tạo và tổ chức thành các hợp tác xã vận tải và xí nghiệp hợp doanh. Số lượng xe buýt vắng bóng dần do thiếu xăng và phụ tùng thay thế. Trong khi đó, xe lam trở nên ngày càng hữu dụng với người dân Sài Gòn. Năm 2004, nghị định 23/2004/NĐ-CP được ban hành quy định về niên hạn sử dụng đối với các loại ô tô tải và ô tô chở người tham gia Giao thông trên hệ thống đường bộ. Xe Lam từ đó bị hạn chế và dần bị cấm hẳn.
Vào những năm 1990, trước tình hình số phương tiện vận tải ngày càng gia tăng ở các thành phố lớn dẫn đến tắc nghẽn đường phố, Chính phủ Việt Nam và chính quyền thành phố bắt đầu có chủ trương xây dựng lại hệ thống Giao thông công cộng hiệu quả. Theo đề nghị của Sở Giao thông Công chánh, Ủy ban Nhân dân Thành phố đã ra Quyết định số 4196/QĐ-UB-NC ngày 12 tháng 9 năm 1996 và Quyết định số 355/1998/QĐ-UB-NC ngày 19 tháng 1 năm 1998 thành lập và quy định quy chế hoạt động của Trung tâm Quản lý và Điều hành Vận tải Hành khách Công cộng. Đây là cơ quan sự nghiệp có thu trực thuộc Sở Giao thông Vận tải Thành phố, chịu trách nhiệm quản lý luồng tuyến xe buýt, còn các doanh nghiệp vận tải kinh doanh xe buýt. Nhiều xí nghiệp, doanh nghiệp xe khách quốc doanh được đầu tư, đổi mới hoạt động để tham gia vận chuyển hành khách công cộng bằng xe buýt, như SaigonBus (chuyển thành doanh nghiệp công ích) . Mặc dù vậy, số lượng hành khách vẫn thấp trong khi chất lượng dịch vụ không đảm bảo và cơ sở vật chất ngày càng xuống cấp.

### Từ 2000 đến nay

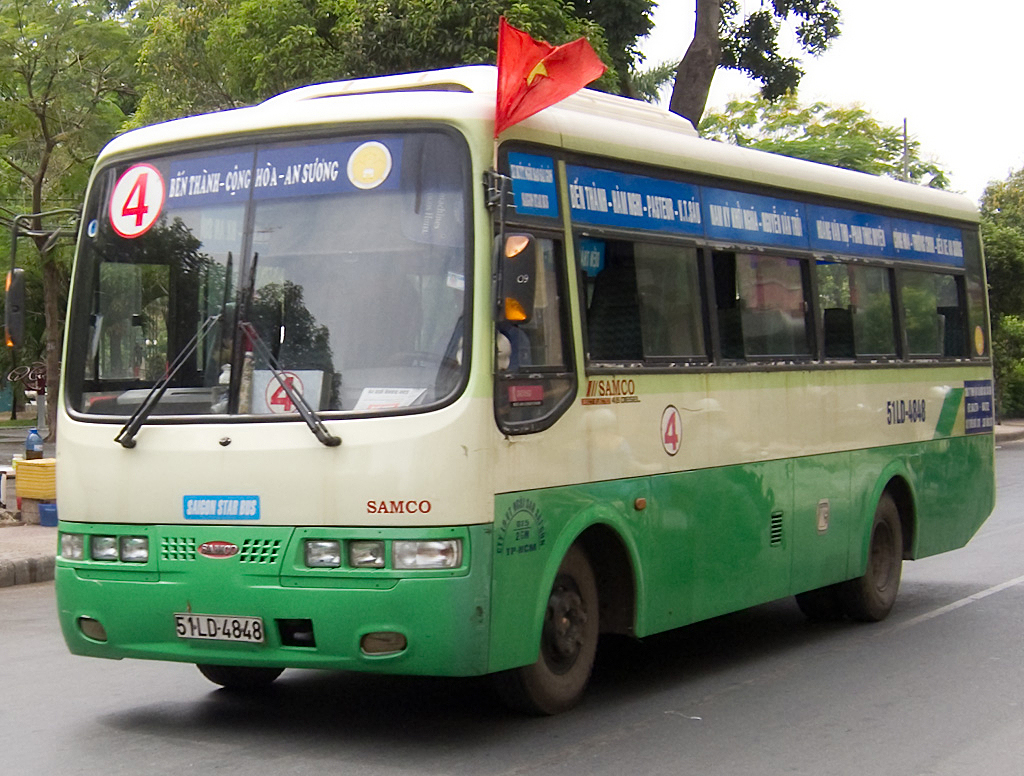
Xe buýt số 4: Bến Thành - An Sương

Tháng 11 năm 2001, Sở Giao thông Công chánh công bố kế hoạch nâng cao chất lượng dịch vụ xe buýt công cộng. Đề án này bao gồm xây dựng 20 tuyến xe buýt với dịch vụ tiện nghi và an toàn trong năm 2002 và nhiều năm tiếp theo. Đồng thời, Nhà nước tạo điều kiện về lãi suất để các doanh nghiệp vận tải vay vốn, cũng như tài trợ chi phí (trợ giá) để thu hút hành khách. Ngày 21 tháng 1 năm 2002, tám tuyến xe buýt mẫu đầu tiên đi vào hoạt động, với 141 xe của 9 đơn vị vận tải. Các tuyến này bao gồm: 
- [1] Sài Gòn  ⇄  Chợ Lớn,
- [4] Sài Gòn  ⇄  Cộng Hoà  ⇄  An Sương
- Sài Gòn  ⇄  Bến xe Miền Đông
- Sài Gòn  ⇄  Lý Thái Tổ  ⇄  An Sương (tuyến đường tương đồng với tuyến 27)
- Sài Gòn ⇄ Quang Trung ⇄ Gò Vấp (tuyến đường tương đồng với tuyến 18)

- [8] Bến xe Quận 8 ⇄ Lý Thường Kiệt ⇄ Thủ Đức

- Sài Gòn ⇄ Bến xe Miền Tây ⇄ Lê Minh Xuân

- Sài Gòn ⇄ Tân Sơn Nhất (tuyến đường tương đồng với tuyến 109) [13]

Sau hai tuần hoạt động, 8 tuyến xe buýt mới đã thu hút gần 368.758 lượt hành khách. So với tuần đầu tiên, số hành khách tăng 18% và so với khi chưa thực hiện tuyến mẫu, hành khách đã tăng 59%.
Ngày 31 tháng 5 khai trương thêm 17 tuyến xe buýt mẫu, trong đó có 5 tuyến mới. Tổng số xe buýt đầu tư thay mới trong năm này là 1.318 xe cỡ lớn. Bên cạnh đó, nhiều doanh nghiệp tư nhân đã mua hơn 500 xe buýt loại nhỏ 12 chỗ do Daihatsu và Suzuki sản xuất. Do được trợ giá, tiền vé đồng hạng 1.000 đồng/lượt trên tất cả các tuyến. Lượng hành khách tăng rất mạnh.

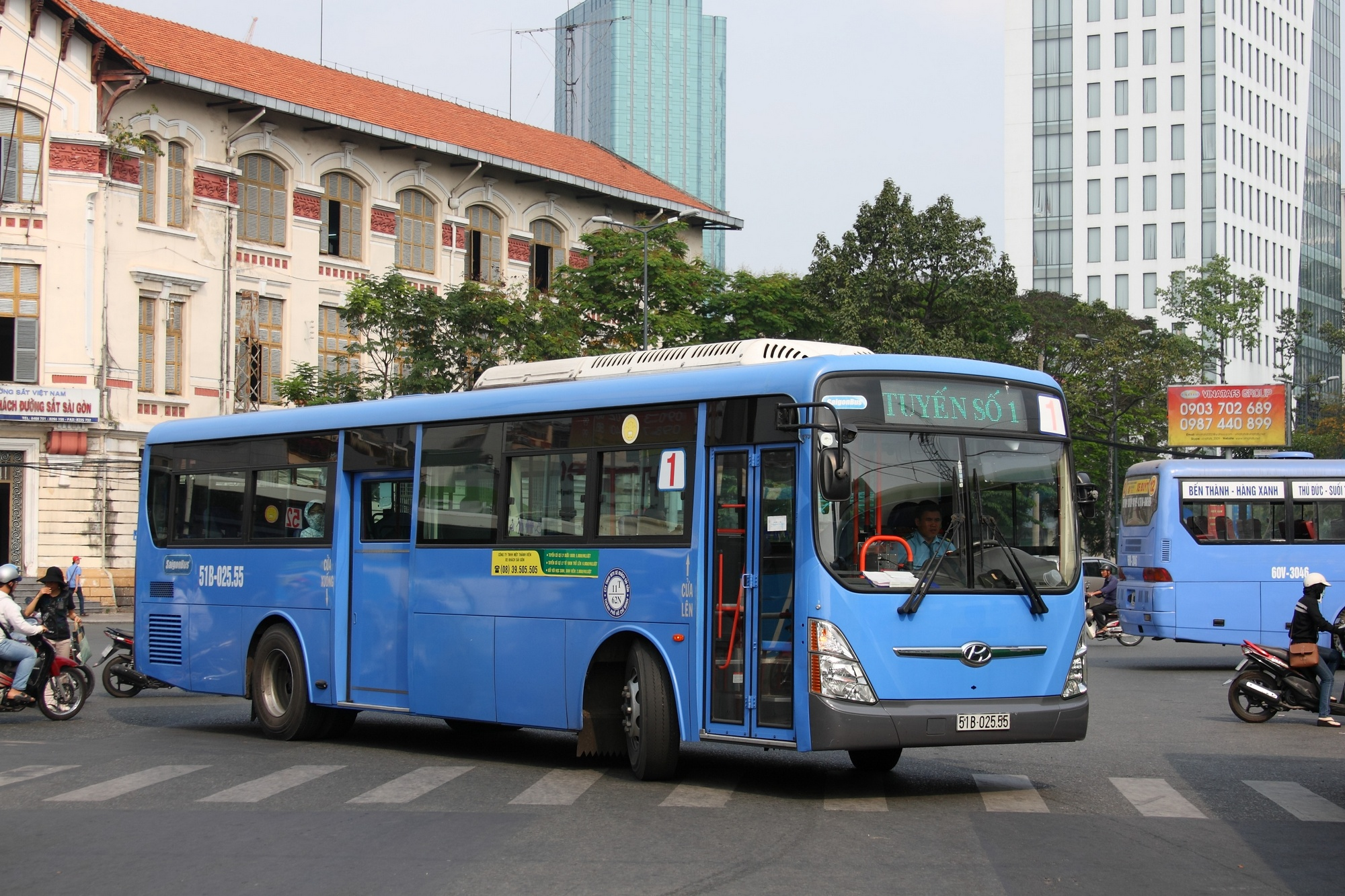
Xe số 1: loại sử dụng nhiên liệu khí hóa lỏng (CNG)

Để giảm tải tình trạng quá tải trên các tuyến, năm 2005, thành phố đưa xe buýt hai tầng vào hoạt động. Lúc đầu chỉ có hai chiếc xe được cấp cho tuyến số 6: Bến xe Chợ Lớn - Đại học Nông Lâm. Tuy nhiên từ đó đến nay không đưa thêm xe mới nên hai chiếc xe này là hai chiếc duy nhất đang hoạt động hiện nay.
Tháng 8 năm 2011, Thành phố đưa vào sử dụng 21 xe buýt "sạch" đầu tiên, các xe chạy bằng khí nén thiên nhiên CNG trên tuyến Bến Thành - Bến xe Chợ Lớn (tuyến số 1). Cũng trong năm này, viện lý do các xe loại nhỏ không đủ phù hợp với quy định của Chính phủ, Thành phố bắt đầu chủ trương giảm dần số lượng xe buýt 12 chỗ bằng cách cắt giảm trợ giá.

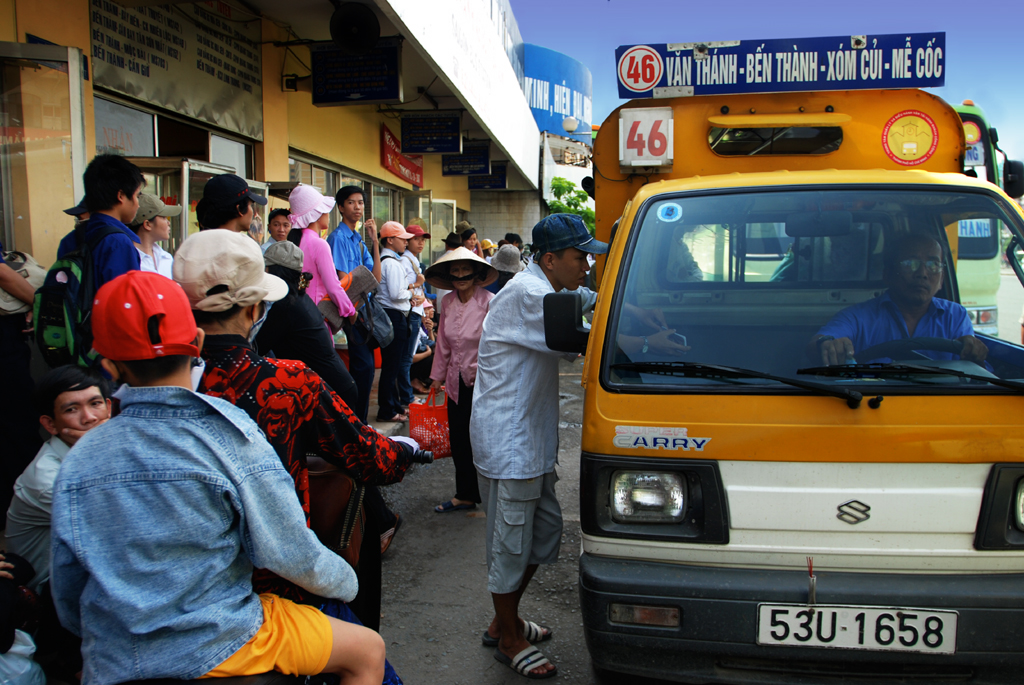
Xe buýt loại nhỏ hạy tuyến 46 (còn gọi là xe đò)

Trong Quy hoạch Phát triển Vận tải Hành khách Công cộng Thành phố Hồ Chí Minh đến năm 2025 công bố năm 2015, Thành phố sẽ có nhiều phương thức dịch vụ vận tải hành khách công cộng khác nhau cùng hoạt động và phương thức giữ vai trò chủ đạo là đường sắt đô thị và xe buýt. Trong đó, đến năm 2025, xe buýt vẫn là phương thức vận tải hành khác cộng cộng trên địa bàn không gian đô thị thành phố Hồ Chí Minh, đặc biệt là giai đoạn đến năm 2020, xe buýt vẫn là phương thức chủ đạo.
Hiện nay hệ thống xe buýt của Thành phố đang đối mặt với tình trạng xuống cấp với hơn 1.300 xe không đảm bảo chất lượng kỹ thuật và dịch vụ. Thành phố đã lập Dự án đổi mới 1.680 xe buýt trong năm 2016 và 2017, riêng năm 2016 phải hoàn tất 500 xe.

## Các tuyến xe

### Vòng Trung tâm Thành phố
- Thành phố từng có 2 tuyến xe buýt vòng quanh khu vực trung tâm thành phố là tuyến số 120 và 35. Nhưng vì lượng hành khách thấp nên cả hai tuyến đều đã ngưng hoạt động từ năm 2017. [22][23][24]
- Hiện nay, thành phố có dịch vụ xe buýt hop-on hop-off (còn gọi là City Sightseeing Saigon), sử dụng xe hai tầng mui trần phục vụ du khách tham quan các địa điểm nổi bật. Dịch vụ này cho phép hành khách lên và xuống tại các trạm dừng tùy ý trong thời gian hiệu lực của vé. Khác với các tuyến xe buýt công cộng, dịch vụ hop-on hop-off không do Trung tâm Quản lý Giao thông Công cộng điều hành mà do doanh nghiệp tư nhân khai thác với mục đích chính là phục vụ du lịch. [25]

## Vé

### Loại vé
Hiện nay, tất cả các tuyến xe buýt nội ô thành phố áp dụng vé giấy/vé tập. Bên cạnh đó còn có thẻ đi xe buýt miễn phí được cấp cho một số đối tượng ưu tiên.
 Năm 2019, đơn vị quản lý là Trung tâm Quản lý Giao thông Công cộng Thành phố Hồ Chí Minh đã và đang triển khai thí điểm thẻ vé thông minh áp dụng cho các phương tiện giao thông công cộng hiện có (xe buýt) và trong tương lai (buýt sông - WaterBus, tàu điện ngầm - MRT, buýt nhanh - BRT,...) tại thành phố Hồ Chí Minh thông qua hợp tác với hai đơn vị là ZaloPay và Ngân hàng thương mại cổ phần Việt Nam Thương Tín, với hai hình thức là sử dụng thẻ thông minh UniPass sử dụng NFC hoặc sử dụng mã QR trên điện thoại thông minh có ứng dụng UniPass (mini-app bên trong ứng dụng ZaloPay).
Bên cạnh đó, một số đơn vị vận tải còn tự cung cấp loại hình vé điện tử thông qua nền tảng tự phát triển như VinBus (tuyến D4) và Phương Trang (hay FutaBus, với các tuyến như 63-1 hay 109).

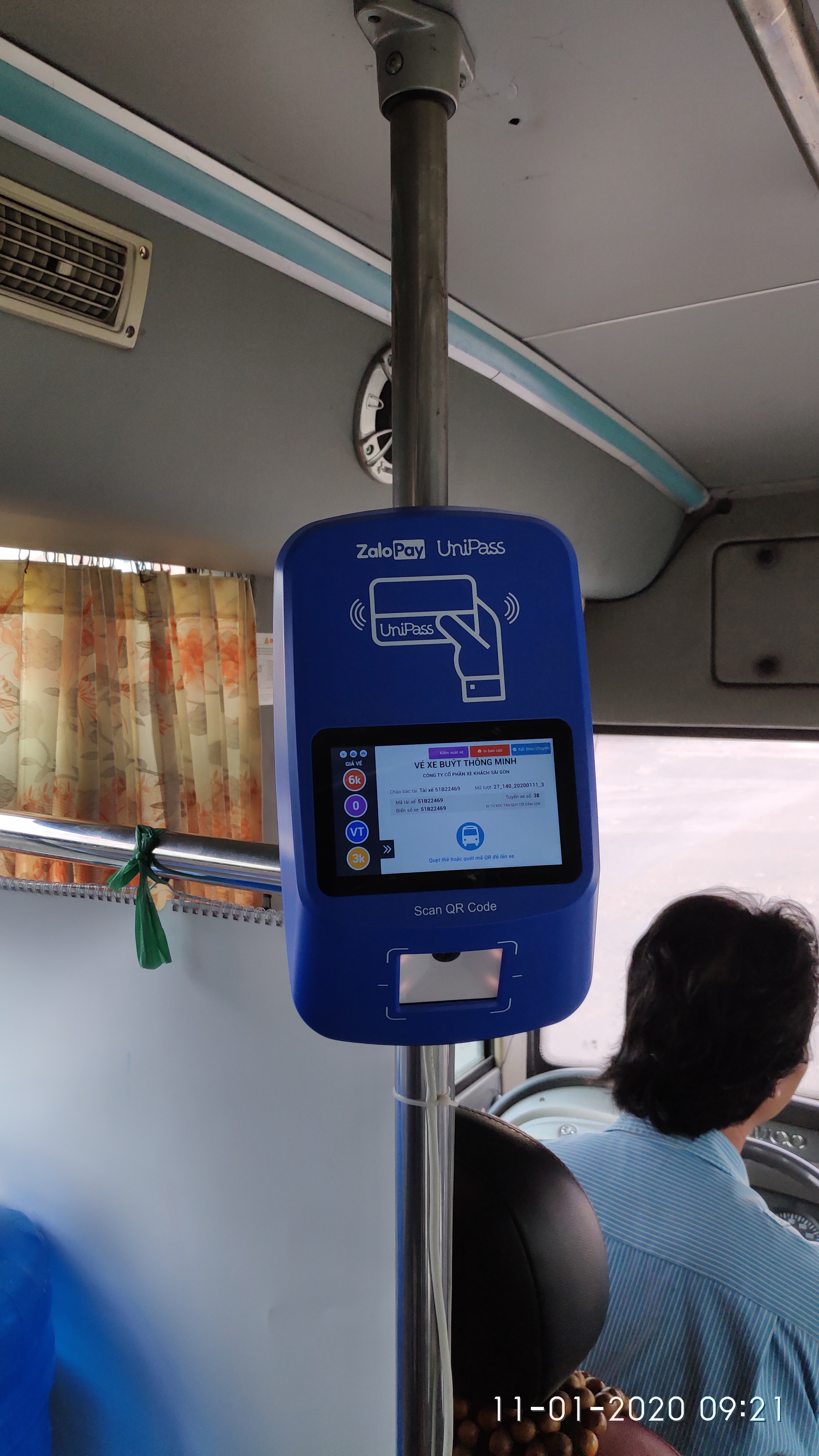
Máy chấp nhận thẻ và mã QR UniPass trên xe buýt tuyến 38
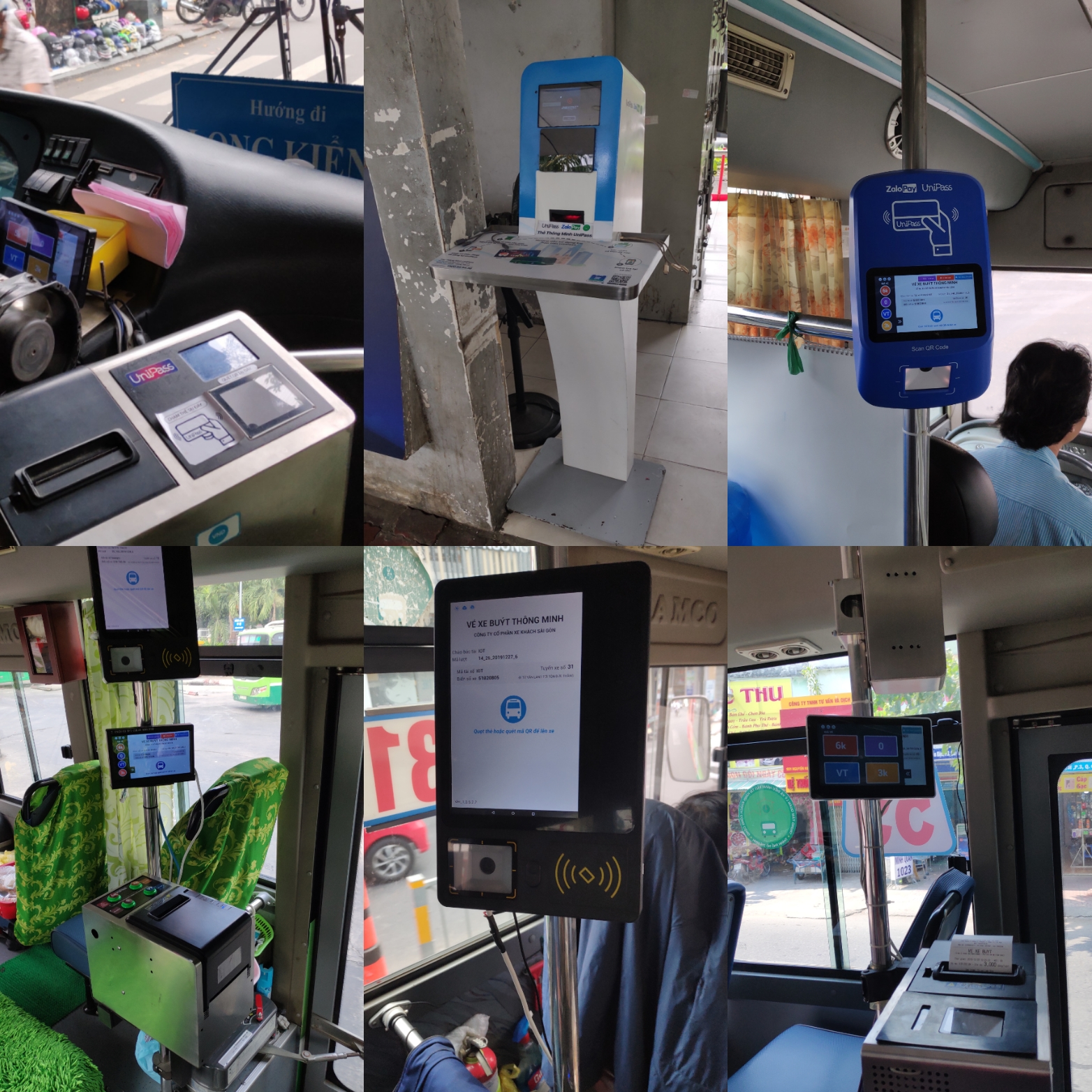
Một số thiết bị hỗ trợ nền tảng Unipass
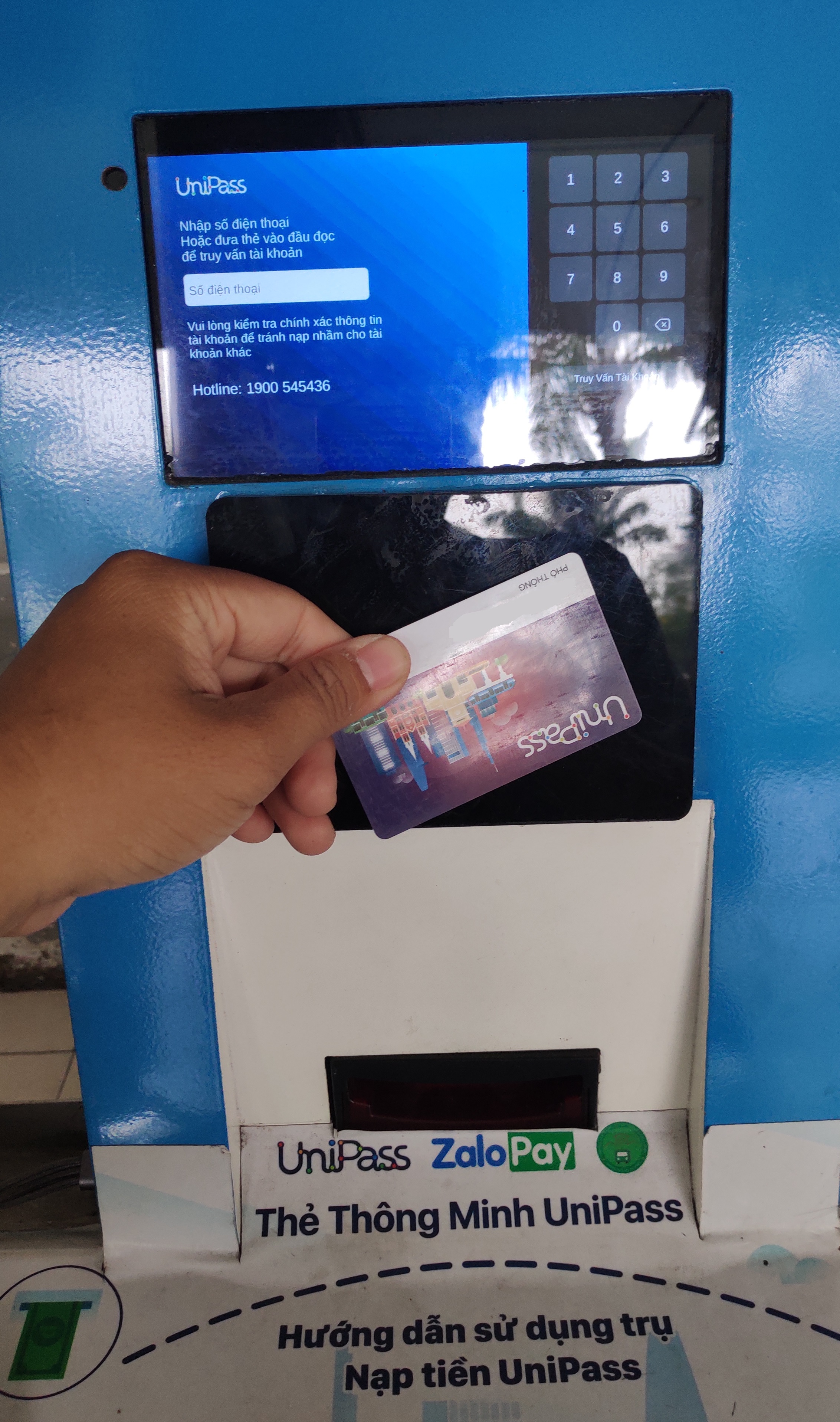
Chạm thẻ để giao dịch tại máy nạp tiền UniPass
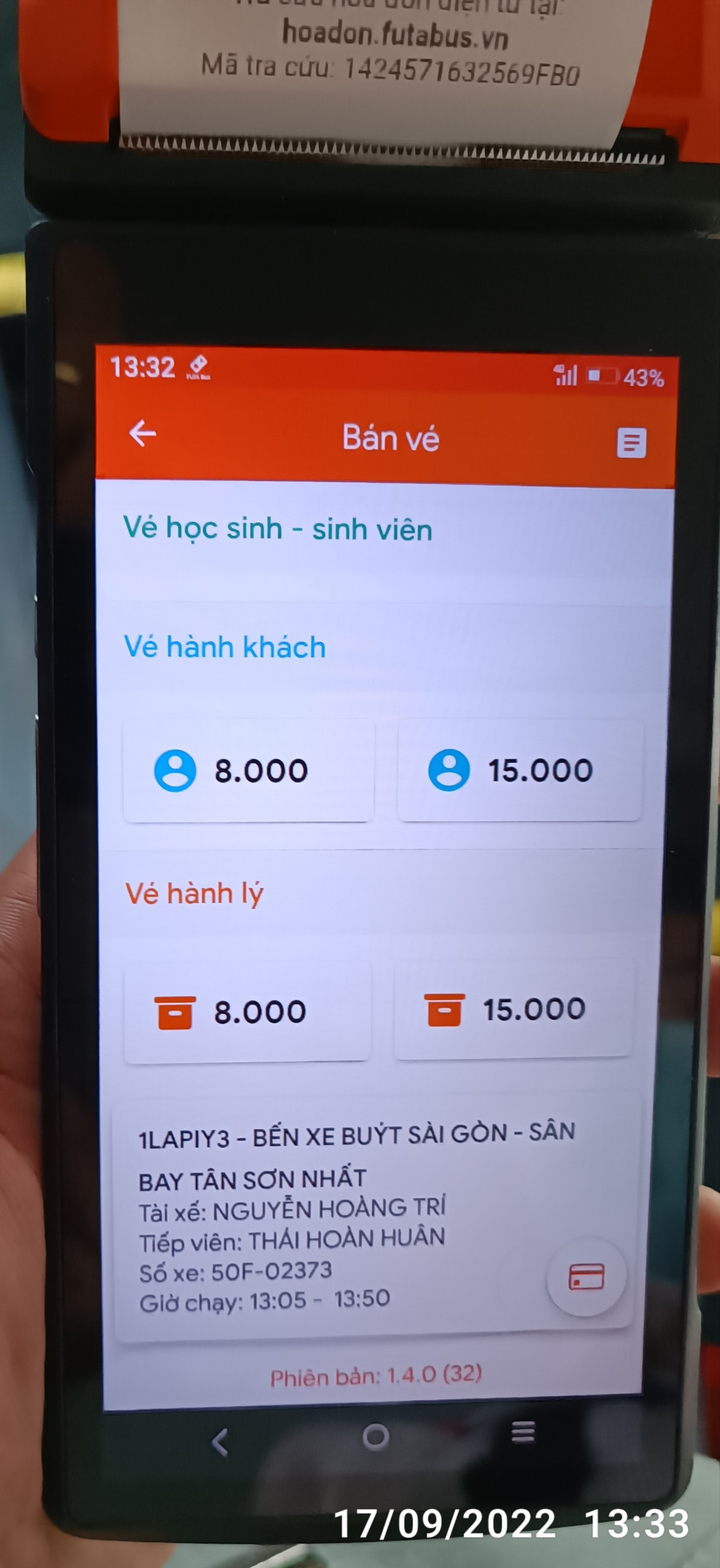
Màn hình bán vé của FutaBus
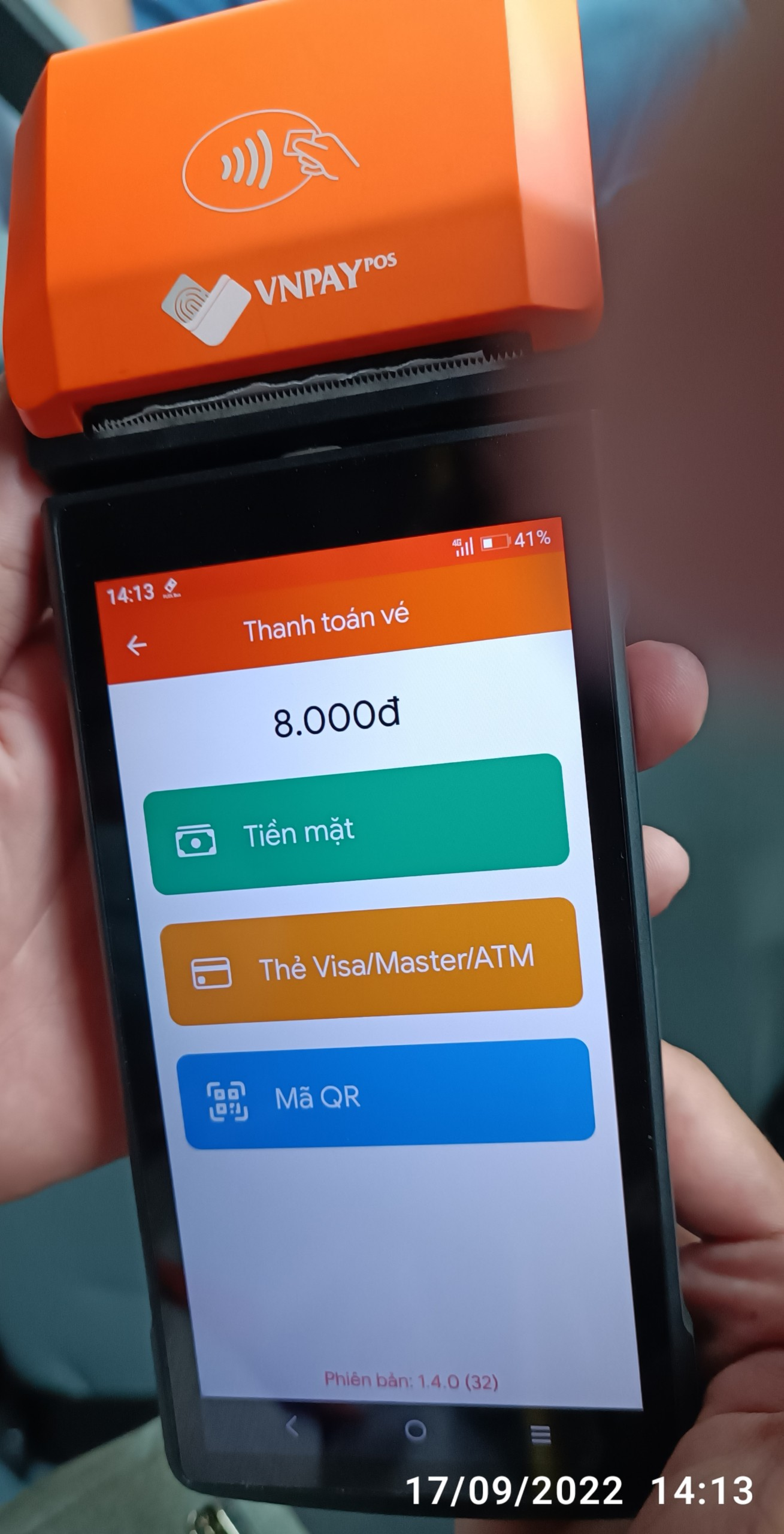
Màn hình thanh toán vé xe của FutaBus
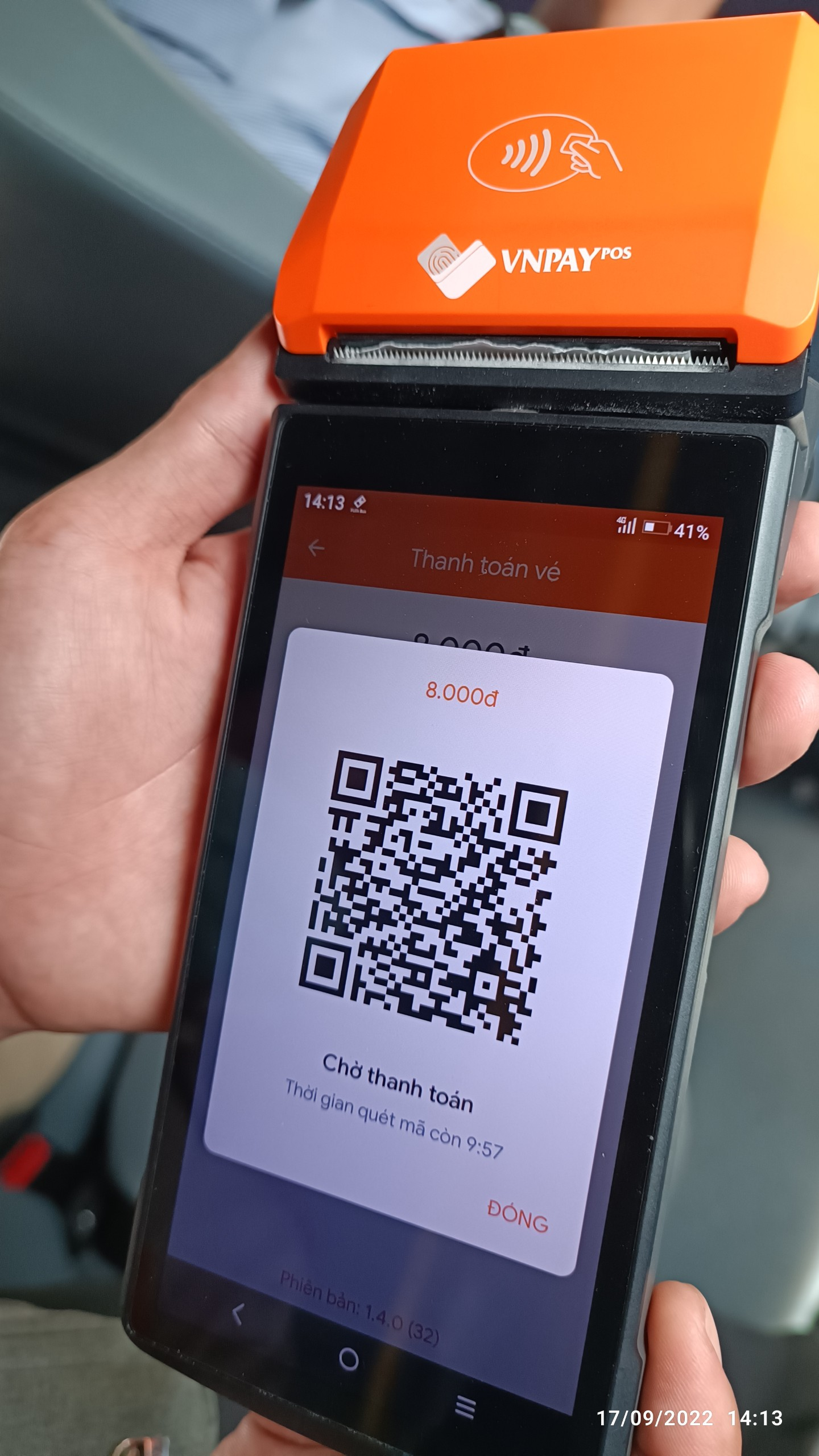
Màn hình thanh toán vé xe qua mã QR của FutaBus
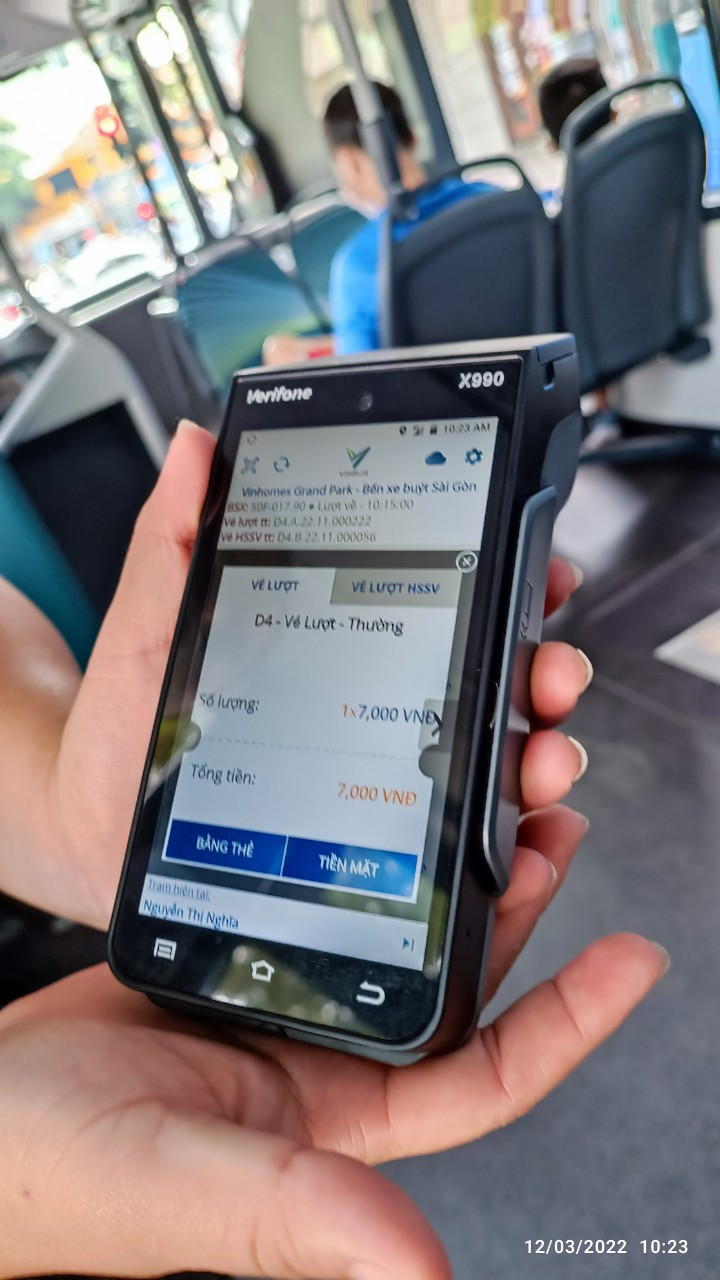
Màn hình bán vé của VinBus
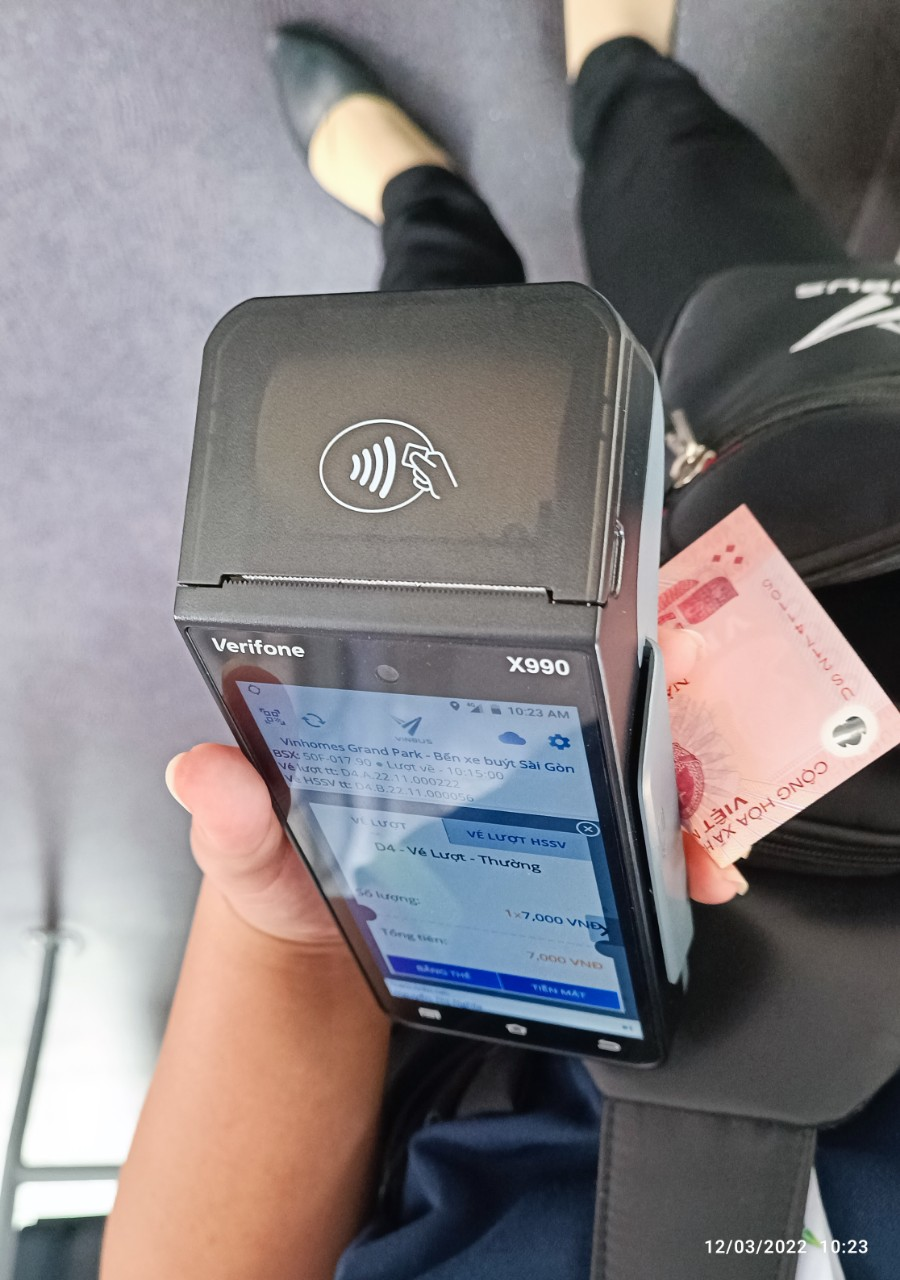
Máy bán vé của VinBus

### Giá vé
Trong 136 tuyến xe buýt đang hoạt động tại nội ô và ngoại ô Thành phố, có 105 tuyến được trợ giá. Từ năm 2019, giá vé các tuyến được trợ giá được điều chỉnh như sau: 
|                         | Vé lẻ theo lượt                                  | Vé lẻ theo lượt                                  | Vé lẻ theo lượt                                  | Vé tập 30 vé         | Vé tập 30 vé         | Vé tập 30 vé         |
| Cự ly di chuyển         | 0 – 15 km                                        | 15–25 km                                         | 25 km +                                          | 0 – 15 km            | 15–25 km             | 25 km +              |
| Xe buýt thông thường    | Xe buýt thông thường                             | Xe buýt thông thường                             | Xe buýt thông thường                             | Xe buýt thông thường | Xe buýt thông thường | Xe buýt thông thường |
| ----------------------- | ------------------------------------------------ | ------------------------------------------------ | ------------------------------------------------ | -------------------- | -------------------- | -------------------- |
| Vé thường               | 5.000 đồng                                       | 6.000 đồng                                       | 7.000 đồng                                       | 112.500 đồng         | 135.000 đồng         | 157.000 đồng         |
| Học sinh sinh viên      | 3.000 đồng                                       | 3.000 đồng                                       | 3.000 đồng                                       | không áp dụng        | không áp dụng        | không áp dụng        |
| Xe buýt nhanh số 13, 94 |                                                  |                                                  |                                                  |                      |                      |                      |
| Vé thường               | 13.000 đồng (1/2 tuyến) 26.000 đồng (suốt tuyến) | 13.000 đồng (1/2 tuyến) 26.000 đồng (suốt tuyến) | 13.000 đồng (1/2 tuyến) 26.000 đồng (suốt tuyến) | Không áp dụng        | Không áp dụng        | Không áp dụng        |
| Vé HSSV                 | 10.000 đồng                                      | 10.000 đồng                                      | 10.000 đồng                                      | Không áp dụng        | Không áp dụng        | Không áp dụng        |

### Miễn phí
Hành khách thuộc một trong các đối tượng sau đây hưởng chính sách miễn phí vé đi xe buýt trên các tuyến hoạt động trong địa bàn Thành phố Hồ Chí Minh.
- Trẻ em có chiều cao từ 1,3 mét trở xuống không phải mua vé.
- Người từ đủ 70 tuổi trở lên trình Chứng minh nhân dân hay Thẻ hội viên Hội người cao tuổi được miễn mua vé.
- Người khuyết tật: Người khuyết tật được Sở Giao thông Vận tải cấp Thẻ đi xe buýt miễn phí. Thương binh, bệnh binh và người được hưởng chính sách như thương binh chỉ cần xuất trình Thẻ thương binh, bệnh binh hay Giấy chứng nhận được hưởng chính sách tương ứng sẽ được miễn mua vé.[28]

## Trạm xe buýt

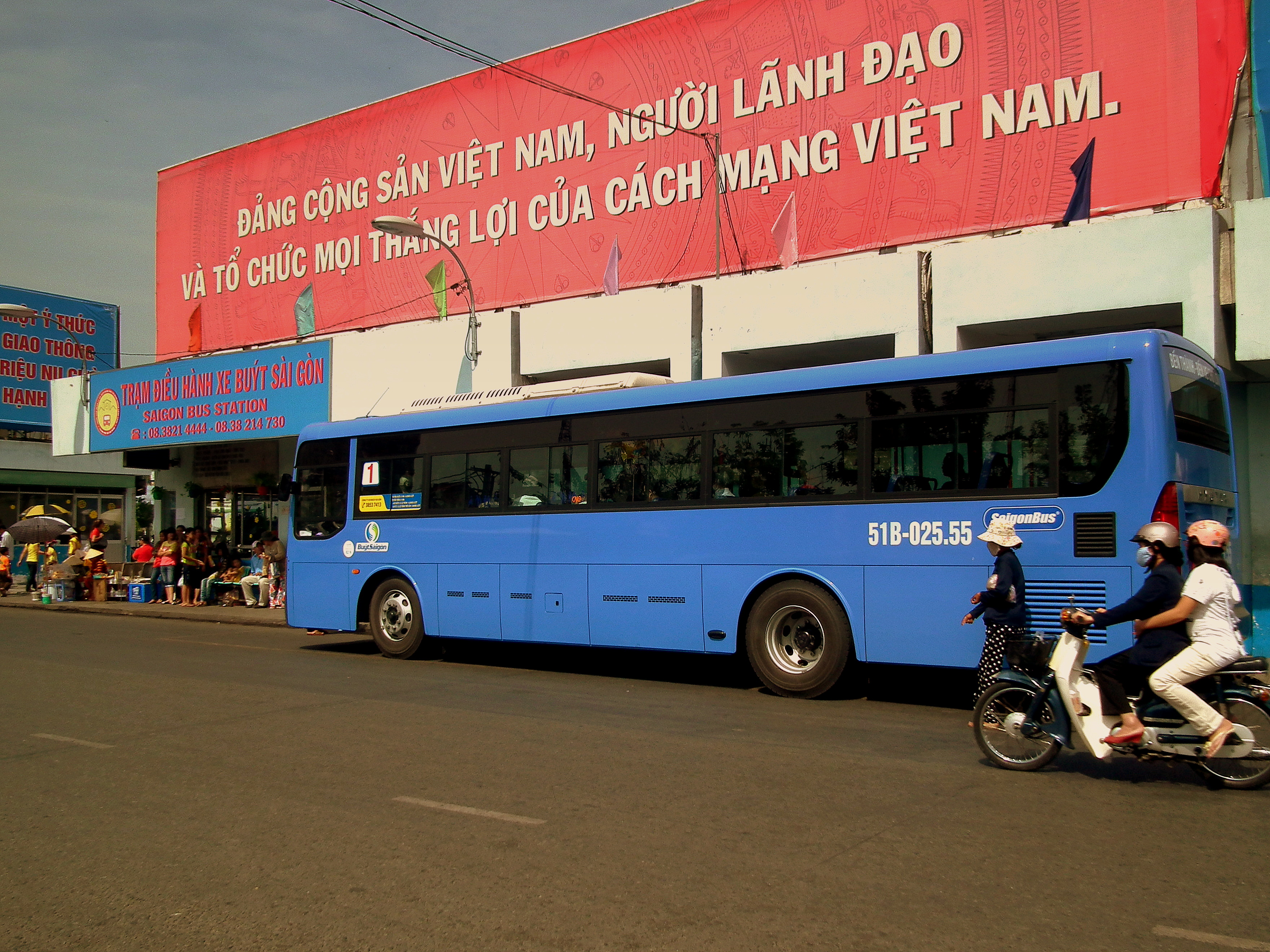
Mặt trước của Trạm điều hành Sài Gòn. Ảnh chụp năm 2012

Trạm xe buýt thông thường (điểm dừng xe buýt) là nơi xe buýt dừng để đón trả khách. Mỗi trạm dừng có một biển báo màu xanh dương đậm, gắn trên một cột cao. Trên biển báo hiệu có ghi tên tuyến, lịch trình xuất bến và tuyến đường xe chạy. Một số trạm lớn hơn có bề rộng vỉa hè từ 5 mét trở lên trong đô thị hoặc 2,5 mét trở lên ở ngoại ô được bố trí một nhà chờ. Trong nhà chờ có mái che, ghế ngồi và sơ đồ mạng lưới tuyến. Hầu hết các nhà chờ được lắp đặt thêm poster quảng cáo rực rỡ. Tính đến 31/12/2014, trên địa bàn thành phố có khoảng 4.154 vị trí trạm dừng xe buýt (trong đó có 497 vị trí được bố trí nhà chờ), 75 vị trí đầu cuối bến phục vụ cả mạng lưới tuyến xe buýt (có 13 điểm do Trung tâm Quản lý và Điều hành vận tải hành khách công cộng thành phố Hồ Chí Minh quản lý, 19 điểm do các đơn vị khác quản lý, 43 điểm vẫn sử dụng tạm lòng đường làm nơi đỗ xe tại đầu cuối bến và 02 bến kỹ thuật xe buýt). Ngoài ra, Thành phố hiện có 12 điểm trung chuyển xe buýt, hay còn gọi là trạm điều hành. Đây là nơi nhiều tuyến xe buýt khởi đầu và kết thúc, và là nơi hành khách chuyển đi các tuyến. Một số điểm trung chuyển có quầy vé, nhà chờ và xác lập khu vực đón trả khách (platform) được phân định rõ ràng như Trạm điều hành Sài Gòn (Bến Thành). Trong khi đó, một vài trạm chỉ là bãi đỗ xe như Trạm Đại học Quốc gia (Bến xe buýt khu A), Bến xe Miền Đông và Bến xe Miền Tây.

## Bãi đậu
Thành phố hiện có hơn 3.000 xe buýt hoạt động trên 200 tuyến với 80 điềm đầu-cuối các tuyến nhưng chỉ có 20 bến bãi ổn định.
- Bãi đậu xe buýt Công viên 23 tháng 9: được chỉ định làm bãi đậu xe buýt tạm trên nền khu vực rạp xiếc ở khu B, Công viên 23 tháng 9 từ năm 2008, đến năm 2013, nơi đây đồng thời trở thành điểm đầu bến của nhiều tuyến xe vốn khởi hành từ Trạm điều hành xe buýt Sài Gòn.
- Bến xe Miền Đông: xe buýt đậu tại khu vực sân bãi trước nhà ga hành khách, giáp mặt tiền đường Đinh Bộ Lĩnh.
- Bến xe Chợ Lớn: hiện giờ được dành riêng cho xe buýt sau khi các tuyến xe liên tỉnh bị hủy bỏ. Bến xe Chợ Lớn bao gồm hai phân khu A và B.
- Bến xe Miền Tây.
- Bến xe Quận 8.
- Bến xe An Sương.
- Đường Lê Hồng Phong.
- Bến xe Đại học Nông Lâm
- Bến xe Đại học Quốc gia (khu A).
- Bến xe Đại học Quốc gia (khu B).
- Bến xe Củ Chi

## Vận hành

### Cơ quan điều hành và quản lý nhà nước
- Tên chính thức: Trung tâm Quản lý Giao thông công cộng Thành phố Hồ Chí Minh[30]
- Tên thường gọi: Trung tâm Quản lý Giao thông công cộng[30]
- Tên tiếng Anh: Ho Chi Minh City Management Centre of Public Transport (MCPT)[30]
- Địa chỉ: số 27 đường Phạm Viết Chánh, phường Nguyễn Cư Trinh, quận 1, Thành phố Hồ Chí Minh và số 102 đường Ký Con, phường Nguyễn Thái Bình, quận 1, Thành phố Hồ Chí Minh[30][31].
- Thành lập ngày 09/01/2018 trên cơ sở tổ chức lại Trung tâm Quản lý và điều hành vận tải hành khách công cộng Thành phố Hồ Chí Minh[30][32][33].
- Nhiệm vụ[30][33]:
  - Trung tâm Quản lý Giao thông công cộng là đơn vị thuộc Sở Giao thông Vận tải Thành phố Hồ Chí Minh (Sở GTVT), giúp Sở GTVT về quản lý hoạt động vận tải hành khách công cộng trên địa bàn thành phố (bao gồm các loại hình xe buýt, xe taxi, đường sắt đô thị, xe điện, buýt đường thủy, xe đưa rước học sinh, sinh viên, công nhân...). Trung tâm có nhiệm vụ xây dựng các đề án, đề tài, kế hoạch phát triển vận tải hành khách công cộng hàng năm, 5 năm và dài hạn trên địa bàn thành phố và vận tải hành khách công cộng đến các tỉnh liền kề; xây dựng, tham mưu chính sách về vốn, giá vé, cơ cấu vé, mức trợ giá, chi phí, cơ sở phân bổ giữa các loại hình vận tải hành khách công cộng; tổ chức, quản lý hệ thống vé vận tải hành khách công cộng đa phương thức trên địa bàn thành phố.
  - Đồng thời, chủ trì thực hiện trong việc quản lý, khai thác hệ thống thông tin và cơ sở dữ liệu thuộc hệ thống giao thông công cộng thành phố bao gồm: Dữ liệu từ thiết bị giám sát hành trình xe buýt, xe buýt nhanh, buýt đường thủy, đường sắt đô thị, taxi, xe khách tuyến cố định và các dữ liệu khác thuộc hệ thống giao thông công cộng; phối hợp với các cơ quan khác trong việc khai thác dữ liệu từ hệ thống đèn tín hiệu giao thông, camera giám sát giao thông, dữ liệu thuộc hệ thống thẻ, vé liên thông; dữ liệu từ các thiết bị ngoại vi khác liên quan tới hệ thống giao thông thông minh (ITS) trên địa bàn TP...